# Nový rybník (Kobylice)
Nový rybník o výměře vodní plochy 4,8 ha se nalézá na okraji lesa u osady Opatov, místní části obce Kobylice v okrese Hradec Králové. Zmínka o rybníku je již v berní rule z roku 1651. Rybník je využíván pro chov ryb a rybník slouží též jako lokální biocentrum pro rozmnožování obojživelníků.

## Galerie

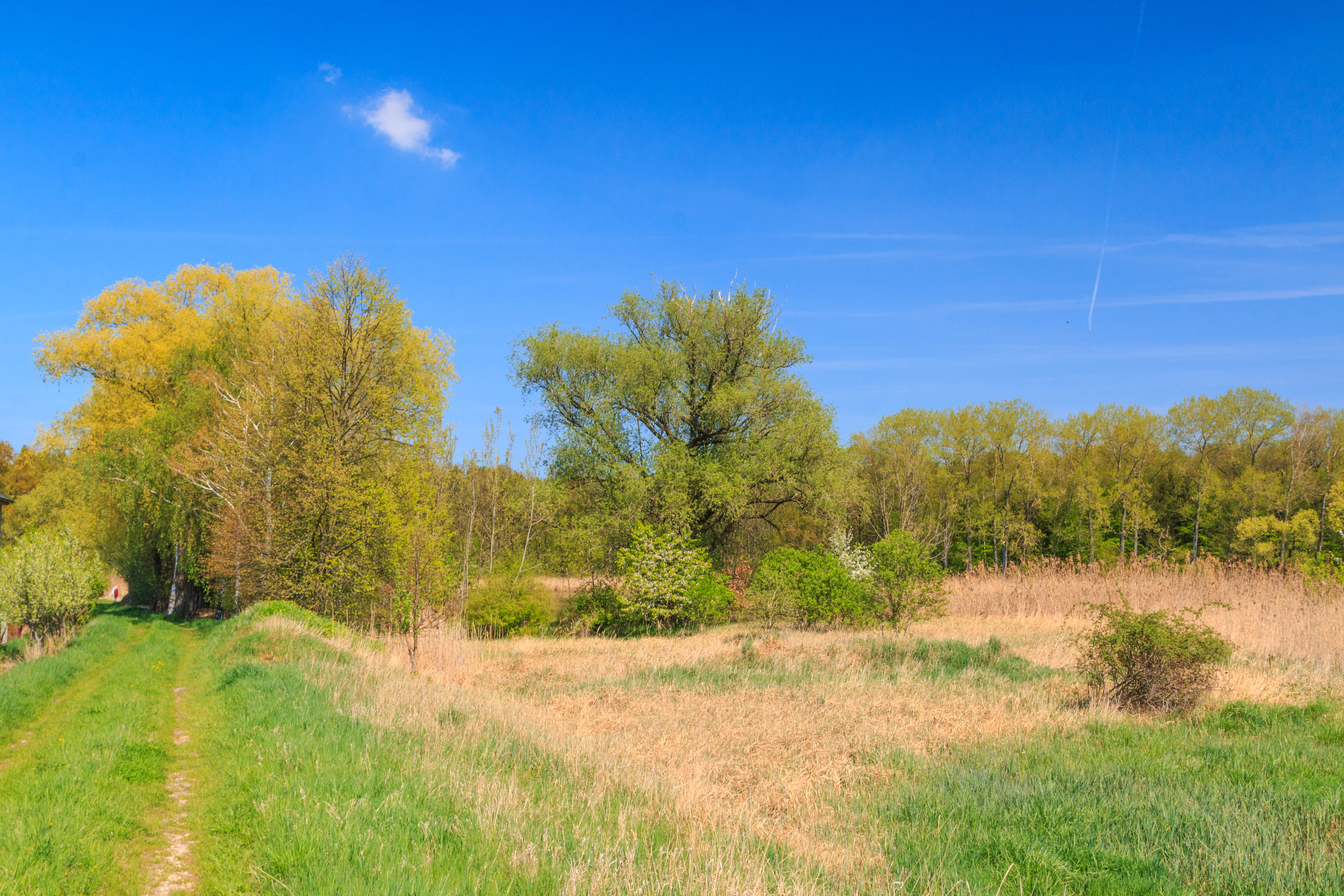
Pohled na Nový rybník u Kobylic
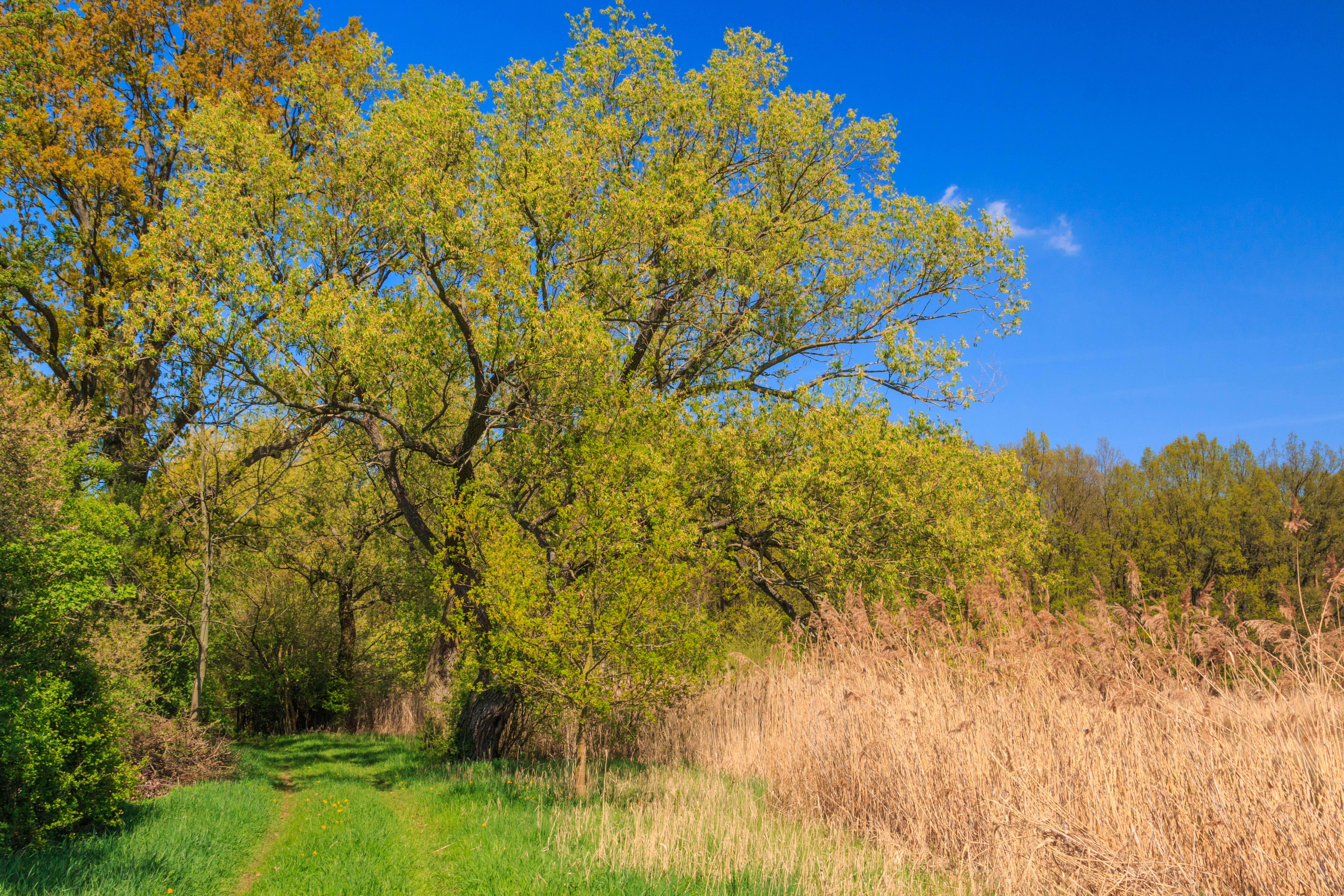
Pohled na Nový rybník u Kobylic
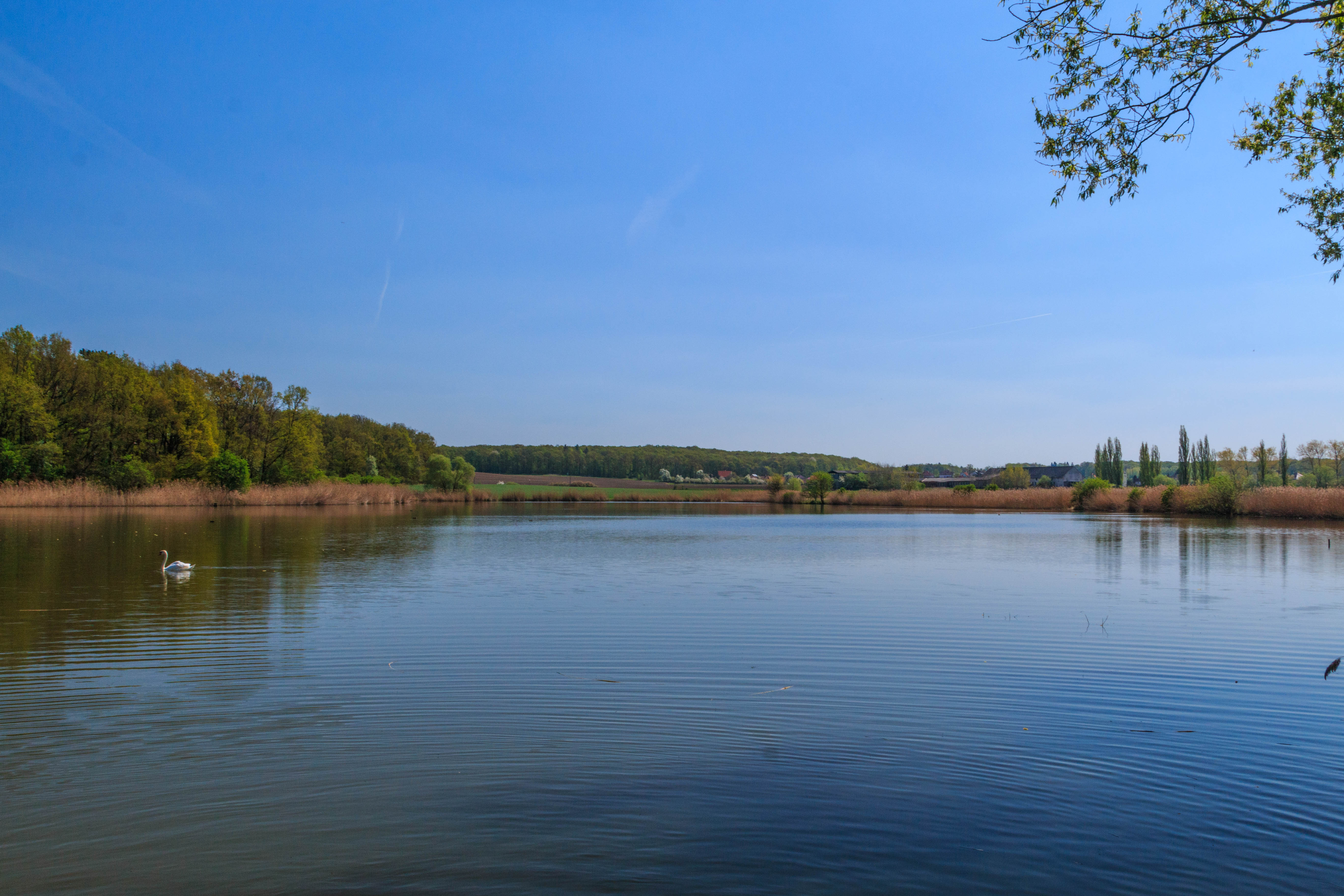
Pohled na Nový rybník u Kobylic
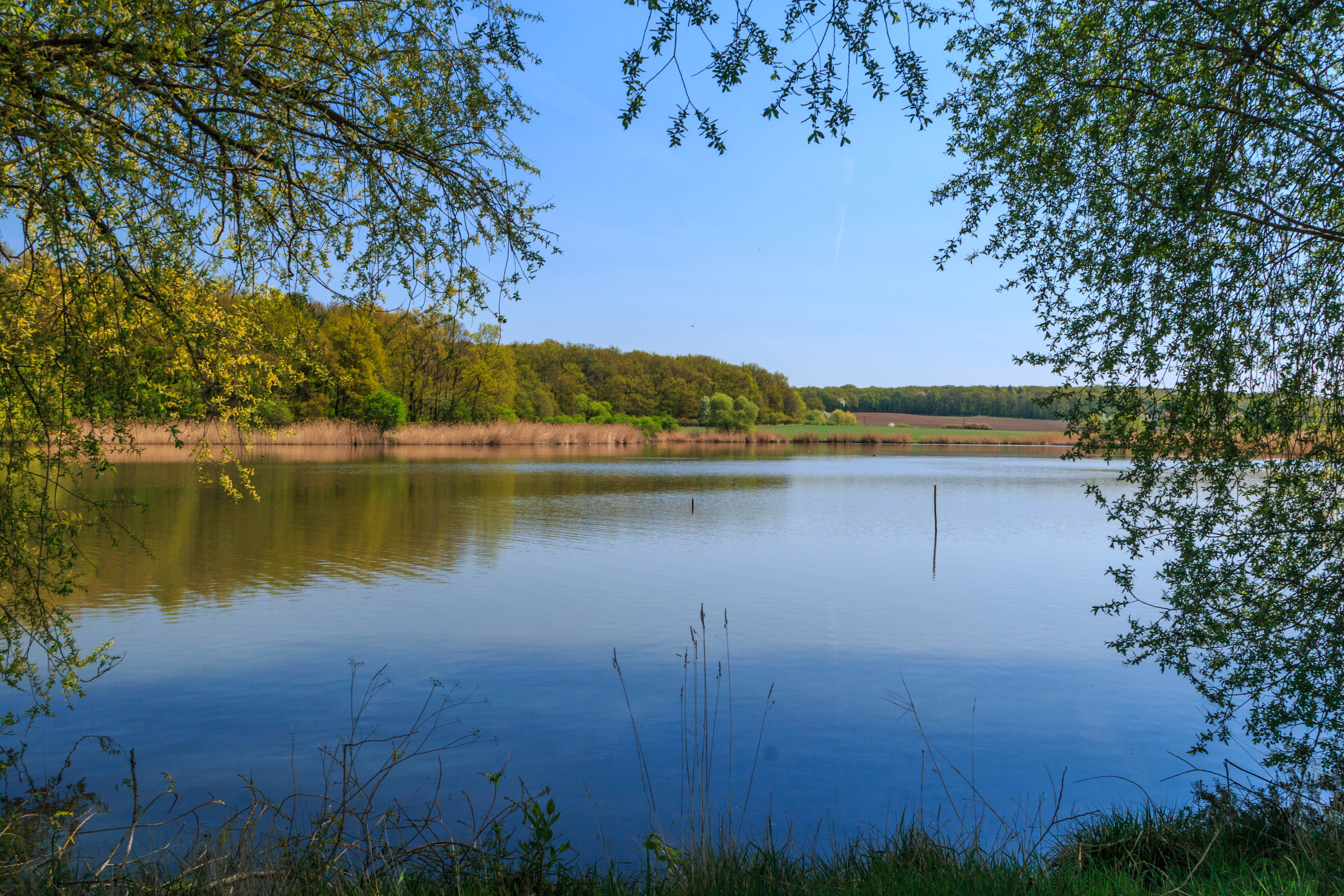
Pohled na Nový rybník u Kobylic